# Lycianthes brachyloba
Lycianthes brachyloba är en potatisväxtart som först beskrevs av Henri Ferdinand Van Heurck och Johannes Müller Argoviensis och som fick sitt nu gällande namn av Friedrich August Georg Bitter.
Lycianthes brachyloba ingår i Himmelsögonsläktet som ingår i familjen potatisväxter. Inga underarter finns listade i Catalogue of Life.